# Einkommende Zeitungen
Einkommende Zeitungen est un quotidien allemand publié par l'imprimeur Timotheus Ritzsch (de) à Leipzig entre 1650 et 1652. C'est le premier journal au monde à paraître quotidiennement, et l'un des tout premiers journaux de langue allemande.

## Histoire
Si l'on excepte Neueinlauffende Nachricht — autre quotidien publié par Ritzsch dans la même ville de 1660 à 1668 et qui réduit donc l'écart — Einkommende Zeitungen est, très largement, le premier quotidien de l'histoire : il faut attendre 1702 pour que soit publié le premier quotidien anglais, The Daily Courant, et 1777 pour qu'apparaisse le Journal de Paris — premier quotidien français.

## Format et diffusion
Tiré à environ 200 exemplaires, il paraissait six fois par semaine et comprenait quatre pages de dimensions 17 sur 13,5 cm.